# Cryptus melanopus
Cryptus melanopus là một loài tò vò trong họ Ichneumonidae.